# Bauernrepublik

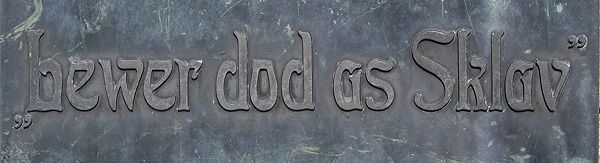
Wahlspruch der Rüstringer Friesen („Lieber tot als Sklave!“)

Als Bauernrepublik wird eine Form der politischen Herrschaft bezeichnet, die sich im Mittelalter als Alternative zur Herrschaft des Adels und des Klerus entwickelte. Typischerweise hielten sich Bauernrepubliken am längsten in abgelegenen und schwer zugänglichen Landschaften, also an Küsten und auf Inseln, hinter Sümpfen und Mooren sowie in Gebirgstälern.

## Problematik der Begrifflichkeit
Der Wortbestandteil Republik verweist auf die Begriffe Staat und Territorium und bedeutet auch das Fehlen einer gräflichen, königlichen oder kirchlichen Herrschaft/Unterordnung. Demokratische Entscheidungsfindungsprozesse innerhalb von Bauernrepubliken erweisen sich jedoch, streng genommen, als eine Form der kommunalen Selbstverwaltung. Von der Gebietsgröße her entsprechen die meisten Bauernrepubliken eher heutigen politischen Gemeinden oder Landkreisen. Von daher nimmt es nicht wunder, dass es in der Zeit des Bestehens von Bauernrepubliken dort zugleich Ebenen der Staatlichkeit gab, der etwa Königsfreie verpflichtet waren. Das lässt einige Historiker zögern, den Begriff Bauernrepublik zu benutzen. Zumeist waren diese, aus heutiger Sicht näher an einer Oligarchie oder Plutokratie, als an der eigentlichen Republikform, wobei sich nicht sicher sagen lässt, dass die „Oligarchen“ automatisch über mehr Geld und explizit dadurch über mehr Macht verfügten. Es wird jedoch allgemein davon ausgegangen und so passt der Begriff „Bauernplutokratie“ eher ins Bild.
Ebenso stellt sich die Frage, an welchem Punkt der Umwandlung von Bauernrepubliken in Territorien des Typs, wie sie im Mittelalter vorherrschend waren (etwa im Fall der Entstehung der Grafschaft Ostfriesland) die Verhältnisse mit dem Ideal der „Republik“ inkompatibel wurden. In Dithmarschen blieb dies aus, da von Beginn an eine Großbauern-Oligarchie vorherrschte, welche erblich in den Geschlechterverbänden weitergegeben wurde.
Ferner ist unklar, ob Gebiete, die Territorialherren Zuwanderern zur Kolonisation zur Verfügung gestellt hatten, durch die Gewährung von Autonomierechten oder ihre Erkämpfung zu Bauernrepubliken wurden oder ob in diesen Fällen die andauernde formale Souveränität der anwerbenden Landesherren über „ihr“ Gebiet maßgeblich ist. Dieses Problem spielt in den Landschaften Stedingen und Bregenzerwald eine zentrale Rolle. Eine Ausnahme stellt hier Dithmarschen, hier ist es klar, dass das Land lange Zeit nicht interessant für die umliegenden Herrscher und dann bis ca. 1600 durch gute Außenpolitik, als auch kämpferischer Handlung, formal frei war.

## Beispiele

### Friesland und Niederelbegebiet
Der Begriff Bauernrepublik wird vor allem auf einige Siedlungsgebiete der Friesen und Sachsen bezogen und als Verwirklichung des Ideals der Friesischen Freiheit gesehen. Beispiele sind in Butjadingen, im Stadland, in Stedingen, im Land Wursten und Land Hadeln sowie in Dithmarschen zu finden. Alle genannten Gebiete waren dadurch gekennzeichnet, dass das Land ständig durch Überflutungen gefährdet war, gegen die in Gemeinschaftsarbeit Deiche errichtet wurden und instand gehalten werden mussten.
Die Siedlungsgebiete der Friesen und Sachsen waren typischerweise dadurch gekennzeichnet, dass eine lokale Selbstverwaltung von Dörfern durch eine Selbstverwaltung auf der Ebene von Landschaften ergänzt wurde. Das Kirchspiel war das Zentrum des alltäglichen Lebens und schöpfte daraus seine Selbständigkeit. Das Bindeglied zur Landesgemeinde bildete das mehrere Kirchspiele umfassende „fiardandel“, das Landesviertel. In den Landesvierteln, die weitgehende Selbstständigkeit genossen, setzten sich die alten Schulzensprengel der Zeit bis zum Anfang des 13. Jahrhunderts (sog. Asegenzeit) fort: aus dem schelta bzw. bonnere (der die Leitung der Schulzensprengel innehatte) ist der orator, kok (= Sprecher) oder hodere (Hutträger), im westerlauwerschen Friesland der grietmann geworden. Die Landesviertel umfassten 12 Kluften. Da sich eine Bauernschaft aus drei Kluften zusammensetzte, bestand ein Landesviertel aus vier Bauernschaften. Die Bauernschaften bestanden ihrerseits aus sogenannten „Fründschoppen“ (Geschlechterverbänden). Zur Bildung von Provinzialständen oder Landtagen mit politischen Einheiten, die diesen Organisationen zugeordnet gewesen wären, kam es in aller Regel nicht, solange die Selbstverwaltungen hinreichend lebens- und widerstandsfähig waren.
Der ursprüngliche Typus der Bauernrepublik blieb am längsten in den abgelegenen Gebieten „jenseits der Jade“ und nördlich ausgedehnter Moore an der Mündung der Weser erhalten. Dort regierten lange Zeit gewählte „Redjeven“, die Gericht hielten und über Recht und Ordnung wachten. Grundlage des Wirkens der rüstringischen Redjeven war das Asegabuch. Das nordelbische Äquivalent bildeten die Hertoge(Heerführer) und die Overboden.

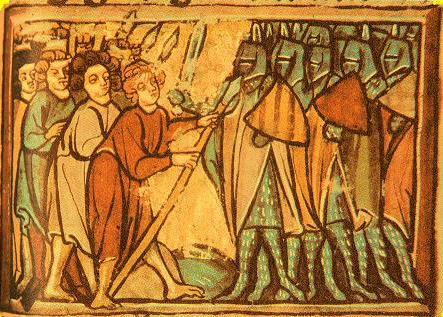
Historische Darstellung der Schlacht bei Altenesch, wo 1234 die Stedinger besiegt wurden

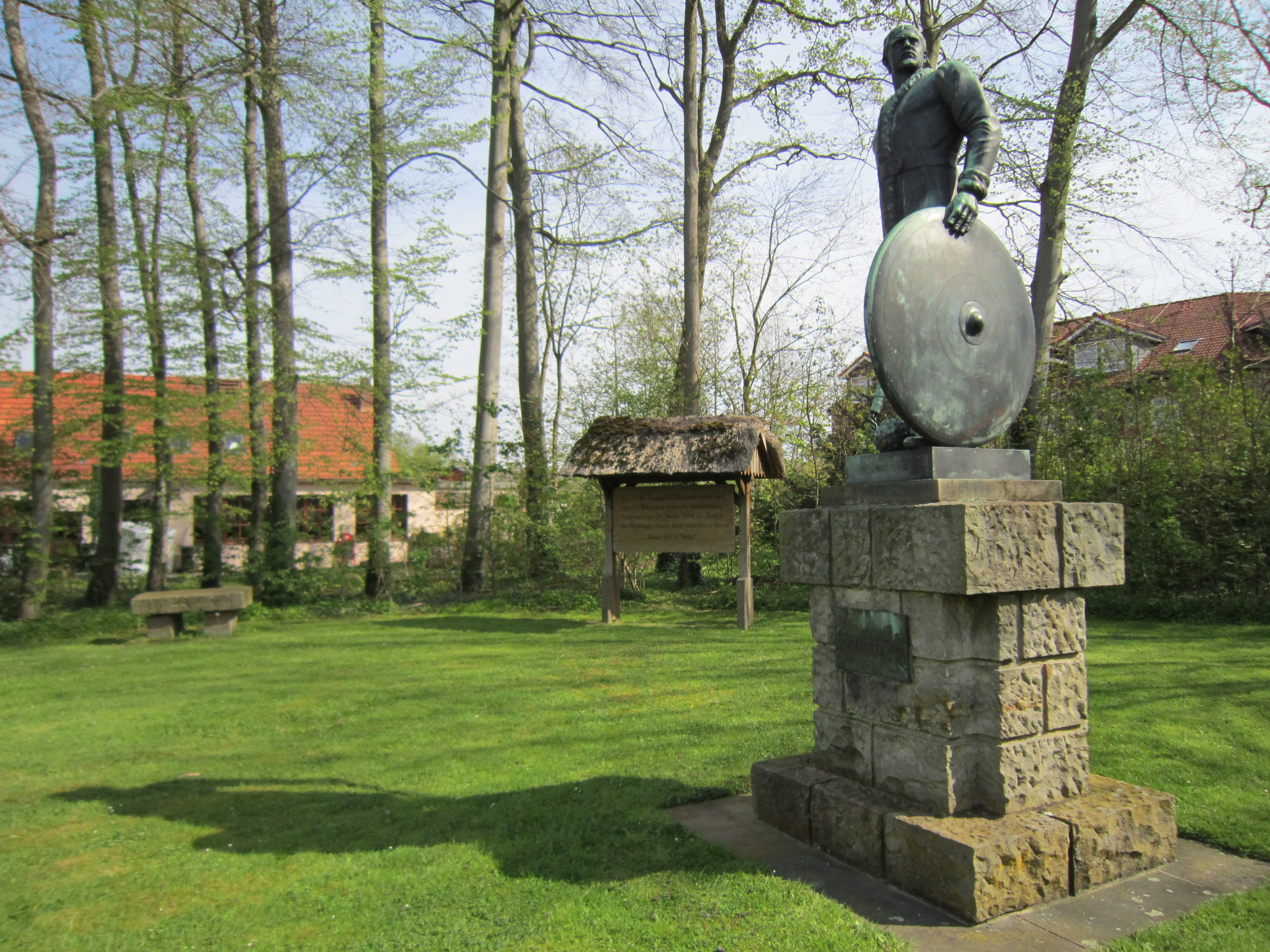
Gedenkstätte an der Hartwarder Landwehr, wo 1514 die Rüstringer Friesen ihre Freiheit verloren

Das Amt der Redjeven war Ausdruck der ausgeprägten Entwicklung der Landesgemeinden im 13. Jahrhundert. Der Vertrag, der von der Stadt Bremen mit Rüstringen 1220 geschlossen wurde, erwähnte erstmals ein kollegiales Organ als leitende Institution der Landesgemeinde: die „sedecim coniurati de terra“, die sechzehn „Geschworenen des Landes“. Die Bezeichnung „coniurati“ oder „consules“ wird in den lateinischen Quellen, diejenige von den redieven, den Ratgebern dagegen in den friesischen Texten verwandt. Das Amt wechselte jährlich, sei es durch Wahl oder „Umgang“ von einem Hof zum anderen; es war Teil einer genossenschaftlichen Verfassungsstruktur mit der Gemeinde als maßgebender Instanz.
Die Freien Bauernrepubliken gingen teils am Machtstreben der eigenen Großbauern und Häuptlinge, teils an dem benachbarter Territorialherren zugrunde. Die gesellschaftlichen Verhältnisse innerhalb der einzelnen Bauernrepubliken und zwischen ihnen waren nämlich keineswegs durch eine umfassende Harmonie gekennzeichnet: Für das Friesland im Mittelalter war es typisch, dass das Land in eine ganze Reihe kleiner Bauernrepubliken zerfiel, die untereinander vielfach verfeindet waren. Heiraten, Erbschaften und Fehden hatten eine „natürliche Auslese“ der Gutsherren zur Folge, wodurch sich die Hoheitsrechte in der Hand von „Häuptlingen“ konzentrierten. So wurden die verschiedenen Bauernrepubliken in Ostfriesland (und zeitweise Westfriesland) unter den Häuptlingen aus dem Hause Cirksena im 15. Jahrhundert geeint. Unter Ulrich I von Cirksena wurde Ostfriesland 1464 Reichsgrafschaft. Westfriesland fiel in dieser Zeit an Burgund und schied endgültig 1648 im Verbund der Niederlande aus dem Reich aus.
Nach zwei Kriegen waren 1234 nach der Schlacht bei Altenesch die Stedinger dem Bremer Erzbischof und dem Oldenburger Grafen unterworfen, die Bremer Kirchenfürsten unterwarfen auch Kehdingen, das Alte Land und schließlich 1524 das Land Wursten ihrer Herrschaft. Der Oldenburger Graf vermochte nach langen Wirren in Konkurrenz mit den Bremern 1514 Butjadingen und Stadland an sich zu bringen. Glück hatten die Bauern des Landes Hadeln; sie fielen im 13. Jahrhundert unter die Herrschaft des schwachen Herzogs von Sachsen-Lauenburg. Sie bewahrten ihre genossenschaftlich geprägte Eigenständigkeit bis tief ins 19. Jahrhundert.

### Skandinavien
Auch Gemeinwesen in Skandinavien werden als Bauernrepubliken bezeichnet. Das trifft z. B. auf das Island der Zeit bis zum 12. Jahrhundert zu. Einige Historiker vertreten die Auffassung, wonach Gotland vor dem Überfall durch Dänen im Jahr 1361 eine Bauernrepublik gewesen sei.

### Alpenraum
Es gibt Parallelen zwischen der Entwicklung in Friesland und in der Schweiz: Auch in Glarus, Uri, Schwyz und Unterwalden war die Landsgemeinde die eigentliche Inhaberin der öffentlichen Gewalt. Die Räte, aus sechzig Männern bestehend, waren die ausführende Behörde. Die freien Gemeinschaften von Alpenbauern haben sich zwar zu einem Staatenbund mit Städten zusammengefunden, in denen zum Teil keine demokratische Verfassung herrschte. Aber das Band, das sie vereinigte, war so locker, dass ihre inneren Verhältnisse dadurch nicht beeinflusst wurden. Die glorreichsten Siege über Fürsten- und Adelsherrschaft errangen die Bauern allein. Die Dominanz freier Bauern in der Schweizer Konföderation hielt sich bis zum Ende des 18. Jahrhunderts.
Die Region Bregenzerwald wirbt damit, dass es in ihrem Gebiet im späten Mittelalter und in der frühen Neuzeit eine Bauernrepublik mit „eigener freier Landgemeinde, eigener Verfassung (Landsbrauch) und Gerichtsbarkeit“ gegeben habe. In seiner Dissertation weist Mathias Moosbrugger allerdings nach, dass die Entstehung dieses ländlichen
Gemeinwesens und die Ausgestaltung seiner kommunalen Struktur vor allem im Interesse der habsburgischen Herrschaft gelegen hätten.